# Christine de Hesse-Eschwege
Christine de Hesse (* 30 octobre 1649 à Cassel ; † 18 mars 1702 à Bevern), est une princesse de la branche de Hesse-Eschwege de la ligne latérale Hesse-Rheinfels-Rotenbourg de la Maison de Hesse, est, par mariage, à partir de 1667, la duchesse de Brunswick-Wolfenbüttel-Bevern.

## Famille
Christine est la deuxième des six enfants du landgrave Frédéric de Hesse-Eschwege (« le grand Fritz »), et d'Éléonore-Catherine de Deux-Ponts-Cleebourg, sœur du futur roi de Suède Charles X Gustave. Peu de choses sont connues sur son enfance. Les premières années, elle grandit avec sa mère à Eschwege. Après la mort de son père, en 1655 durant Première guerre du Nord elle hérite de son jeune frère Ernest Ier de Hesse-Rheinfels la part de Frédéric de la « Hesse-Rheinfels-Rotenbourg ». Sa mère s'installe avec ses enfants sur son domaine dans l'ancien monastère de Osterholz à Brême.

## Mariage et Descendance
Le 25 novembre 1667 elle épouse à Eschwege Ferdinand-Albert Ier de Brunswick-Wolfenbüttel-Bevern (* 22 mai 1636 ; † 23 avril 1687), duc de Brunswick-Wolfenbüttel-Bevern de la Maison des Guelfes. Le château de Eschwege est donné en tant que dot de Christine à la famille de son mari. Le mariage a été marqué par la jalousie de Ferdinand-Albert et sa violence.
Ils ont les enfants suivants :
- Léopold-Charles (1670-1670) ;
- Frédéric-Albert (1672-1673) ;
- Sophie-Éléonore de Brunswick-Wolfenbüttel-Bevern (1674-1711), chanoinesse à Gandersheim ;
- Claudia-Éléonore (1675-1676) ;
- Auguste-Ferdinand (1677-1704), général-major de l'armée du cercle de Basse-Saxe, tué durant la guerre de Succession d'Espagne ;
- Ferdinand-Albert II (1680-1735), duc de Brunswick-Wolfenbüttel ;
- Ernest-Ferdinand de Brunswick-Wolfenbüttel-Bevern (1682-1746), duc de Brunswick-Wolfenbüttel-Bevern ;
- Ferdinand-Christian (1682-1706), prévôt de la cathédrale de Brunswick ;
- Henri-Ferdinand (1684-1706), lieutenant-colonel de l'armée impériale, tué à la bataille de Turin.

## La vie à Bevern et Bremen
Après son mariage, Christine vit avec son mari dans la petite ville de Bevern dans son château. Son mari éprouve un intérêt considérable pour la vie culturelle. Il commande notamment une pièce de théâtre pour les 30 ans de Christine.
Ferdinand Albert voyage souvent et est parfois accompagné de Christine et de sa mère. Entre autres, ils visitent la Suède (1667 et 1670/71), la cour de Vienne (1674/75) séjournant souvent à Eschwege. Ils ont beaucoup de relations avec la famille royale suédoise, car la mère de Christine est la sœur du roi de Suède.
À partir de 1681, le couple vit dans l'ancien couvent de Osterholz, l'ancien douaire de la mère de Christine, puis au Domshof à Brême, jusqu'à ce qu'ils retournent en 1686, à Bevern. Christine y vit après la mort de son mari en 1687, et jusqu'à sa mort en 1702.